# Тереза Гогенлое-Шиллінгсфюрст
Тереза Амалія Юдіта цу Гогенлое-Шиллінгсфюрст (нім. Therese Amalie Juditha zu Hohenlohe-Schillingsfürst), (нар. 19 квітня 1816 — пом. 7 січня 1891) — донька 5-го князя Гогенлое-Шиллінгсфюрста Франца Йозефа та принцеси Гогенлое-Лангенбурзької Констанци, дружина 5-го князя Гогенлое-Вальденбурга-Шиллінгсфюрста Фрідріха Карла.

## Біографія
Тереза з'явилась на світ 19 квітня 1816 року у Фьослау. Вона стала первістком в родині князя Франца Йозефа Гогенлое-Шиллінгсфюрста та Констанци Гогенлое-Лангенбурзької, народившись за рік після їхнього весілля. Згодом сімейство поповнилося вісьмома молодшими дітьми, з яких семеро досягли дорослого віку.
Князівство було медіатизоване у 1806 році та увійшло до складу Баварське королівство. Землі після цього почали занепадати. Особливо скрутні часи припали на молоді роки Терези. Король Людвіг I кілька разів жертвував великі суми на розвиток краю, однак це не допомогло. Багато сімей були змушені покинути домівки і виїхати в пошуках кращого життя. Князівська родина також жила в умовах жорсткої економії і змогла виправити фінансове становище лише наприкінці 1840-х. Тереза до того часу вже вийшла заміж.

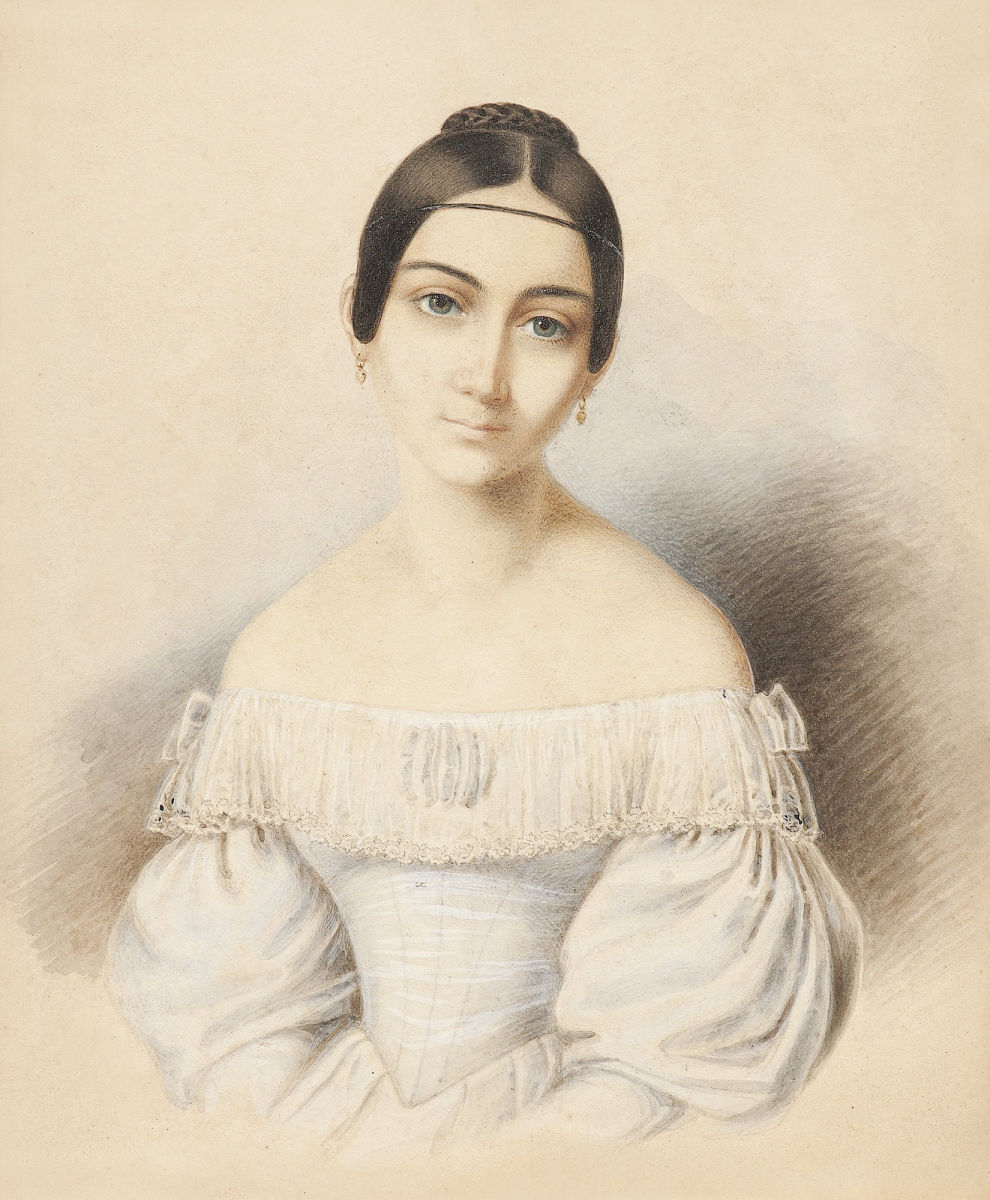
Портрет Терези пензля Ріхарда Лаухерта

У віці 24 років вона одружилася зі своїм кузеном 26-річним князем Фрідріхом Карлом Гогенлое-Вальденбургом-Шиллінгсфюрстом, який перебував на російській військовій службі. Весілля відбулося 26 листопада 1840 у Лангенбурзі. У подружжя народилося дев'ятеро дітей.
Чоловік Терези багато займався благодійністю. Цікавився геральдикою та сфрагістикою.
Офіційною резиденцією родини був замок Купферцелль. Під час революції 1848-го року інший їхній замок, Вальденбург, було цілком спалено. Його реконструкція почалася лише у 1853-му і тривала до 1859-го.
Фрідріх Карл помер після тривалої хвороби після Різдва 1884. Тереза пережила його на шість років. Похована у Вальденбурзі.

## Родина
Чоловік — Фрідріх Карл Гогенлое-Вальденбург-Шиллінгсфюрст
Діти:
- Миколай (1841—1886) — 6-й князь Гогенлое-Вальденбург-Шиллінгсфюрст, був одруженим із угорською принцесою Сарою Софією Естергазі де Галата, мав єдину доньку;
- Віктор (1842—1885) — був одруженим із баронесою ван Нойкірхен Марією Крістіною, дітей не мав;
- Александра (20 січня—2 вересня 1844) — прожила 7 місяців;
- Фрідріх (2—16 березня 1845) — прожив 2 тижні;
- Фрідріх Карл (1846—1924) — 7-й князь Гогенлое-Вальденбург-Шиллінгсфюрст, був одруженим із графинею Терезою цу Ербах-Фюрстенау, мав єдиного сина;
- Хлодвіг (1848—1929) — був двічі одруженим, мав шестеро дітей від обох шлюбів;
- Карл (1849—1910) — одруженим не був, дітей не мав;
- Тереза (1851—1923) — дружина графа Отто фон Рехберга, мала численних нащадків;
- Франц (1856—1877) — одруженим не був, дітей не мав.